# オルディナツィア

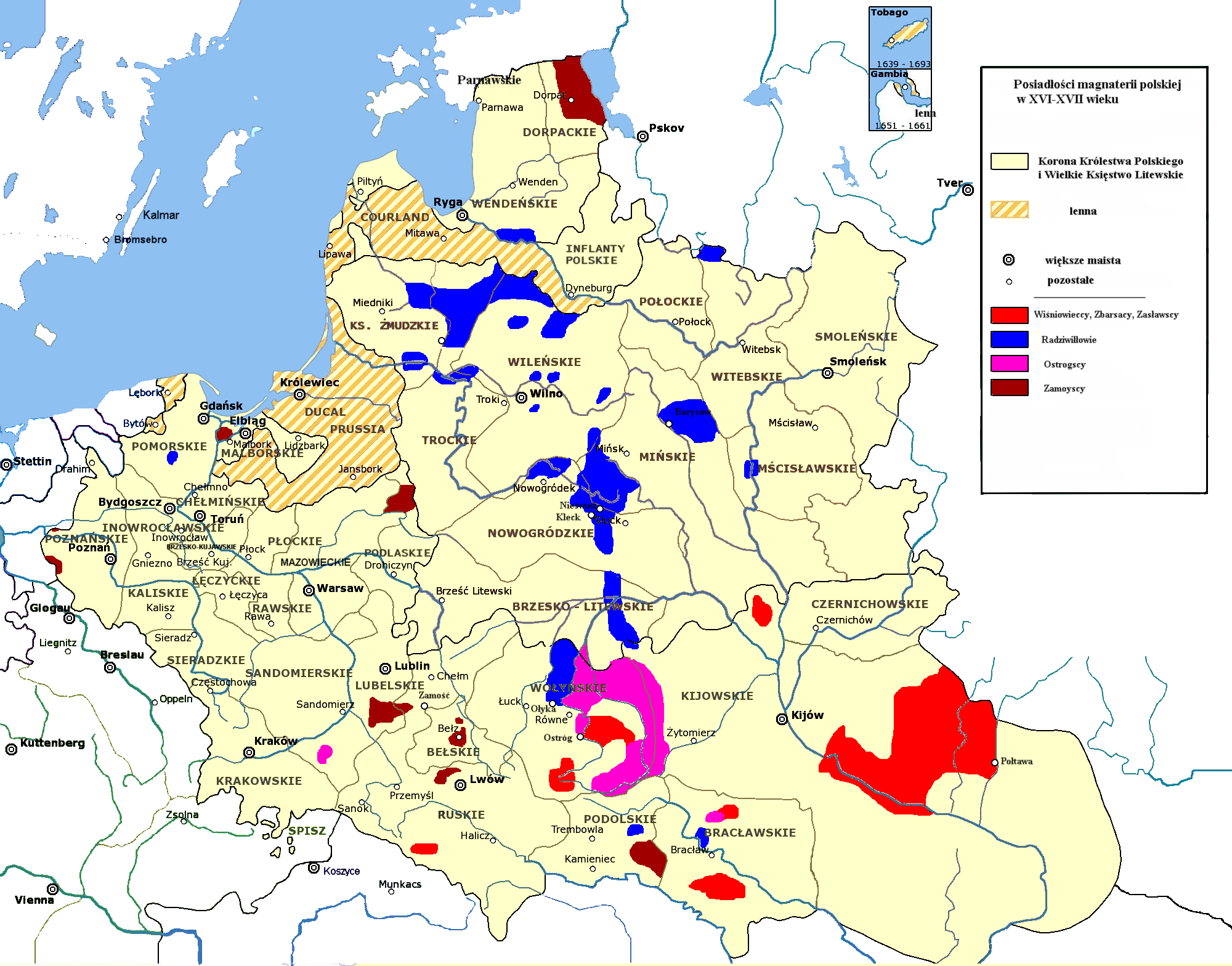
ポーランド・リトアニア共和国各地のオルディナツィア

オルディナツィア（ポーランド語：ordynacja）は、ポーランド・リトアニア共和国に存在した、限嗣相続によって受け継がれる世襲の独立的な所領。16世紀末、ステファン・バートリの統治期に本格的に導入された。その世襲領主はオルディナト（Ordynat）と呼ばれる。オルディナツィアにおける支配はセイムの承認を受けた法令に拠って行われ、またこの所領は複数の相続人による分割相続が禁じられており、厳格な長子相続によって受け継がれた。オルディナツィアは20世紀後半、ポーランド人民共和国の共産党政権による農地改革に際し、廃止された。
領主家系における女性の構成員は女性の法的責任を認めないサリカ法によって相続権から排除されていたため、オルディナトの家系に男子相続者が絶えた場合、分家筋の最も血縁の近い男性がこれを得ることになっていた。特定のオルディナツィアを構成する所領は、売買や抵当の対象から外されていた。オルディナツィアの相続システムはフランス、イギリス、ドイツ、スカンディナヴィアの限嗣不動産権やイギリスの爵位相続のシステムに似通っている。
多くのマグナート（大貴族）の膨大な財産はこのオルディナツィアを基盤としたものであり、共和国内の最有力の貴族たち（ラジヴィウ家、ザモイスキ家、チャルトリスキ家、ポトツキ家、ルボミルスキ家など）が領するオルディナツィアは完全に小規模の公国を形成していると言えた。
- ラジヴィウ家のオルディナツィア（pl）
  - ネスヴィジ領 - ミコワイ・クシシュトフ・ラジヴィウが1589年に創設
  - クレツァク領 - アルブレフト・ラジヴィウが1589年に創設
  - オルィカ領 - スタニスワフ・ラジヴィウが1589年に創設

- オストログスキ家のオストロフ領（pl） - ヤヌシュ・オストログスキが1609年に創設、ザスワフスキ家、ルボミルスキ家、サングシュコ家が継承

- ザモイスキ家のザモシチ領（pl） - ヤン・ザモイスキが1589年に創設